# Ambasada Ghany w Warszawie
Ambasada Ghany w Warszawie (ang. Embassy of the Republic of Ghana in Warsaw) – misja dyplomatyczna Republiki Ghany, funkcjonująca w latach 1962-1965.

## Historia
Stosunki dyplomatyczne pomiędzy Polską a Ghaną zostały nawiązane 31 grudnia 1959. W latach 1962–1965 funkcjonowała w Warszawie Ambasada Ghany przy ul. Chodkiewicza 1 róg Racławickiej (1962), ul. Oszczepników 1 (1963), i ul. Angorskiej 12 (1964-1965). Obecnie w Polsce akredytowany jest ambasador Ghany z siedzibą w Berlinie przy Stavangerstraße 17-19 (2015). 